# Franciszek Gesing

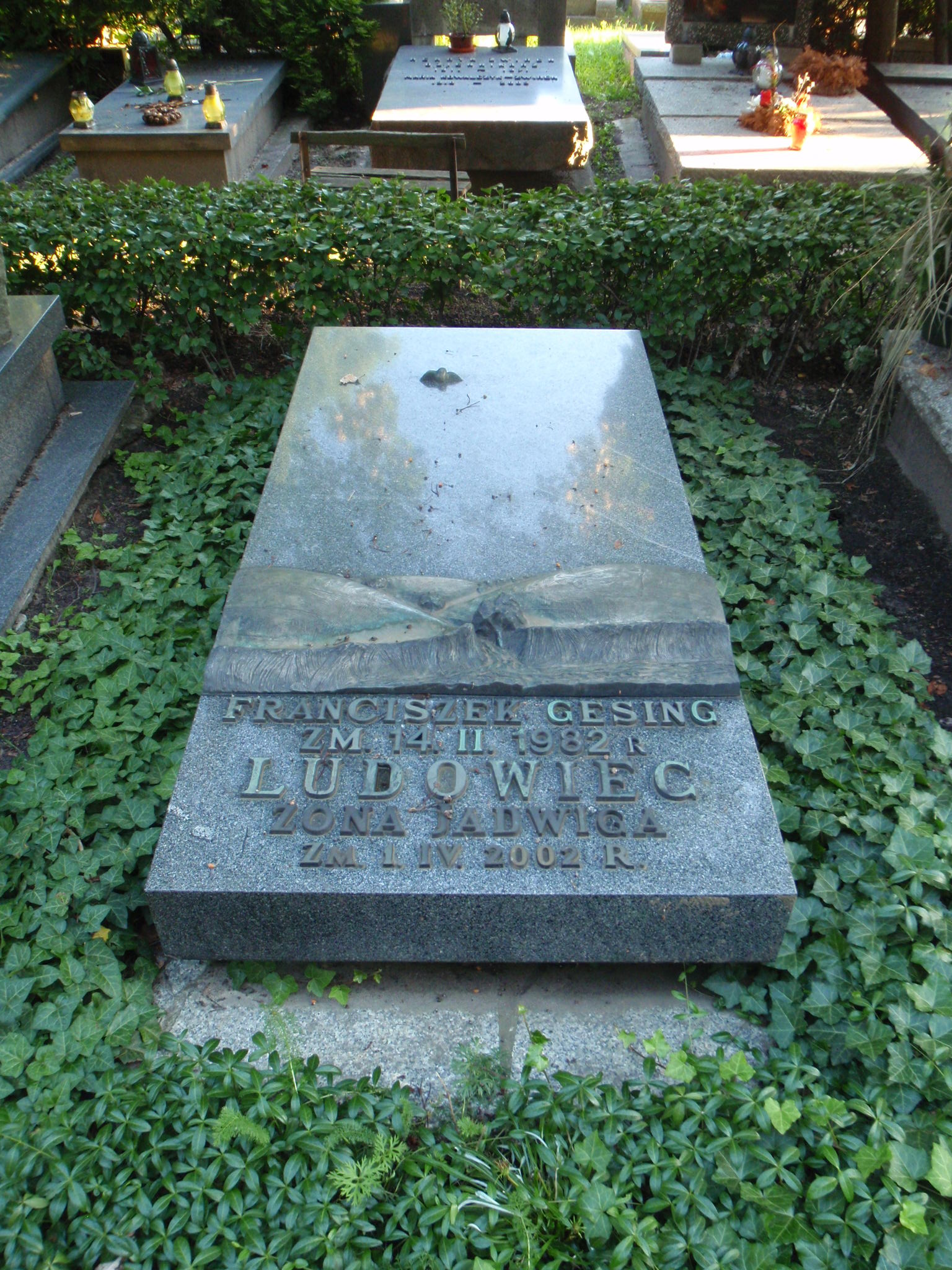
Grób Franciszka Gesinga i jego żony Jadwigi na Powązkach Wojskowych w Warszawie

Franciszek Gesing (ur. 18 stycznia 1904 w Orłowie, zm. 14 lutego 1982 w Warszawie) – polski działacz ruchu ludowego, prawnik i ekonomista. Poseł na Sejm PRL III, IV, V, VI, VII i VIII kadencji, członek Rady Państwa (1965–1969, 1971–1972).

## Życiorys
Syn Romana i Józefy, brat Romana. Studiował na Politechnice Lwowskiej i na Uniwersytecie Jana Kazimierza we Lwowie (ukończył studia w 1937). Od 1930 członek Związku Młodzieży Wiejskiej RP „Wici” od 1931 Stronnictwa Ludowego, w trakcie studiów we Lwowie prezes Polskiej Akademickiej Młodzieży Ludowej. Od 1930 do 1935 prowadził sekretariat wojewódzkiego zarządu „Wici” we Lwowie.
Od 1945 członek Polskiego Stronnictwa Ludowego i następnie Zjednoczonego Stronnictwa Ludowego. Był członkiem najwyższych władz ZSL, w latach 1956–1973 członkiem Naczelnego Komitetu, w latach 1962–1973 członkiem Prezydium NK, w latach 1971–1973 wiceprezesem NK, w latach 1972–1973 członkiem Sekretariatu NK, od 1973 przewodniczącym Głównej Komisji Rewizyjnej ZSL. Ponadto w latach 1957–1962 kierował jako prezes Wojewódzkim Komitetem ZSL w Krakowie.
W okresie okupacji brał udział w konspiracji (członek SL „Roch”), był Powiatowym Delegatem Rządu RP w Przemyślu. W latach 1946–1952 pracował w Krakowie w bankowości, w latach 1953–1956 kierownik działu planowania w Wydawnictwie Literackim w Krakowie. W 1958 był członkiem Ogólnopolskiego Komitetu Frontu Jedności Narodu. Od 1962 był członkiem Ogólnopolskiego Komitetu Pokoju. W latach 1962–1971 prezes Zarządu Głównego Centralnego Związku Kółek Rolniczych. W latach 1965–1969 i 1971–1972 członek Rady Państwa.
Od 1961 (do końca życia) poseł na Sejm III, IV, V, VI, VII i VIII kadencji, kierował komisjami sejmowymi – Rolnictwa i Przemysłu Spożywczego (1965–1972) oraz Leśnictwa i Przemysłu Drzewnego (1972–1980). Przez trzy pierwsze kadencje reprezentował okręg Chrzanów, a przez trzy kolejne (od 1972) okręg Kraków.
Jego żoną była Jadwiga Gesing (1920–2002). Został pochowany z honorami na Cmentarzu Wojskowym na Powązkach w Warszawie (kwatera B 32 rz. Tuje m. 8). W pogrzebie udział wzięli m.in. marszałek Sejmu Stanisław Gucwa, zastępca przewodniczącego Rady Państwa Zdzisław Tomal oraz wicepremier, prezes Naczelnego Komitetu ZSL Roman Malinowski, który wygłosił przemówienie pożegnalne w imieniu władz ZSL nad otwartą mogiłą.

## Odznaczenia
- Order Sztandaru Pracy I klasy
- Krzyż Komandorski Orderu Odrodzenia Polski
- Krzyż Oficerski Orderu Odrodzenia Polski
- Złoty Krzyż Zasługi (1955)[5]
- Medal 10-lecia Polski Ludowej (1955)[6]
- Odznaka 1000-lecia Państwa Polskiego (1966)[7]